# Rhapsody of Fire
Rhapsody of Fire so simfonična power metal skupina iz Italije. Skupino sta leta 1993 ustanovila Luca Turilli in Alex Staropoli. Sprva se je imenovala Thundercross, nato Rhapsody, kasneje pa so zaradi pravnih težav morali spremeniti ime v Rhapsody of Fire. Skupina igra simfonični power metal (nekateri ga imenujejo »Hollywood Metal«), ki je skupek power metala z mnogimi orkestralnimi, baročnimi in klasičnimi vložki. 
Doslej so izdali deset studijskih albumov, dva kratka albuma, dva DVDja in dva singla. Vseh deset albumov predstavlja fantazijsko sago, ki si jo je zamislil Turilli. Skupina se je leta 2011 prijateljsko razšla in se razdelila na dve skupini: Rhapsody of Fire in Luca Turilli's Rhapsody of Fire.

## Zasedba

### Trenutna zasedba
- Alex Staropoli - ustanovitelj, skladatelj, klaviature, orkester
- Giacomo Voli - vokal
- Roberto De Micheli - kitara
- Alessandro Sala - bas kitara
- Paolo Marchesich - bobni

## Bivša zasedba
- Luca Turilli - ustanovitelj, skladatelj, kitara (zdaj Luca Turilli's Rhapsody)
- Dominique Leurquin - kitara (zdaj Luca Turilli's Rhapsody)
- Patrice Guers - bas kitara (zdaj Luca Turilli's Rhapsody)
- Oliver Holzwarth - bas kitara
- Fabio Lione - vokal
- Tom Hess - kitara
- Alex Holzwarth - bobni
- Manuel Lotter - bobni

## Diskografija

### Albumi
- Legendary Tales (1997)
- Symphony of Enchanted Lands(1998)
- Dawn of Victory (2000)
- Rain of a Thousand Flames EP (2001)
- Power of the Dragonflame (2002)
- The Dark Secret EP (2004)
- Symphony of Enchanted Lands II: The Dark Secret (2004)
- Triumph or Agony (2006)
- The Frozen Tears of Angels (2010)
- From Chaos to Eternity (2011)

### Kratki albumi
- The Cold Embrace of Fear (2010)
- The Dark Secret (2004)